# Dvůr Doubravice

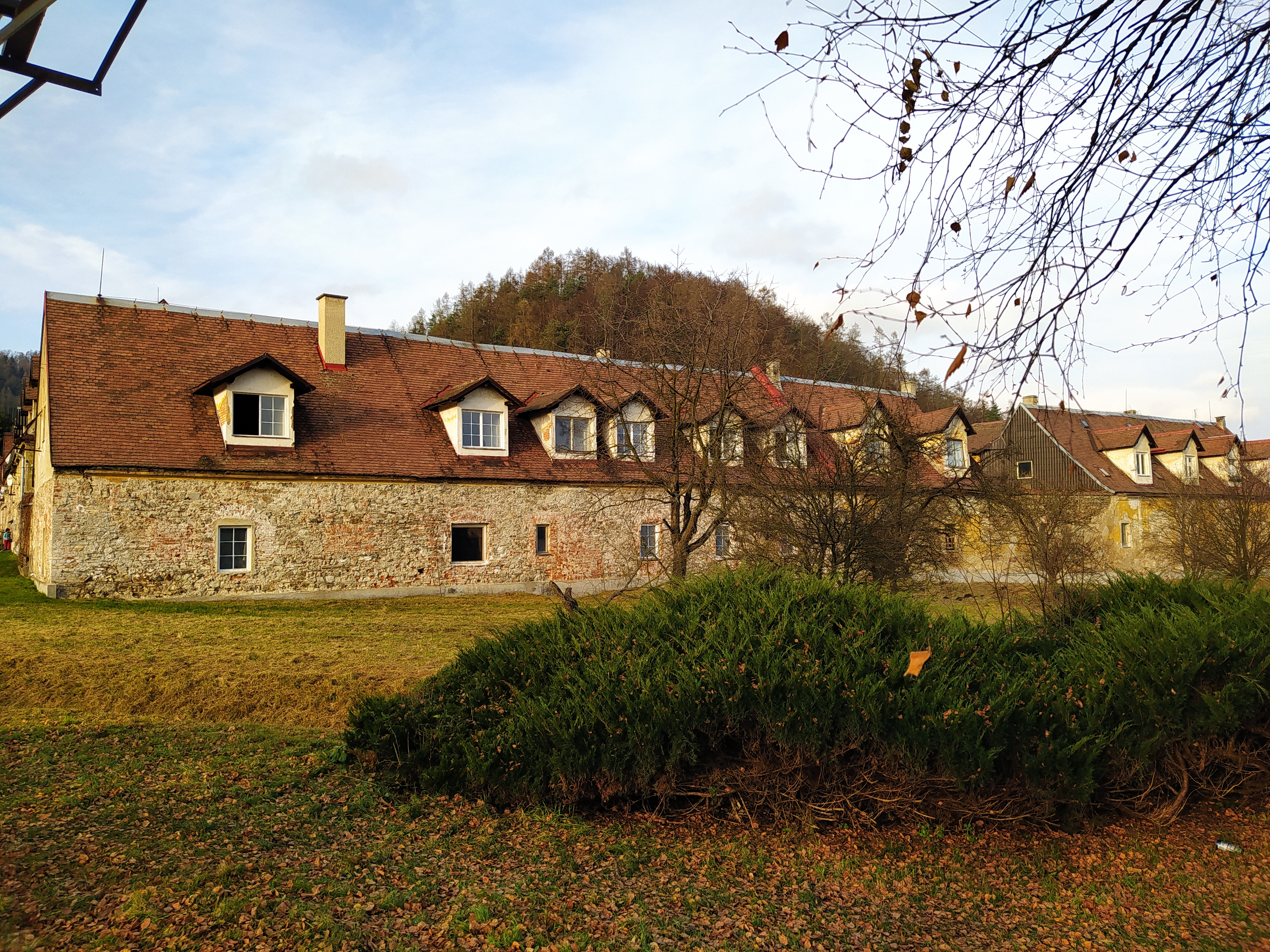
Boční pohled na hlavní budovu

Dvůr Doubravice je poplužní dvůr s tvrzí v Olšanech v okrese Šumperk, který byl založen pravděpodobně na přelomu 13. a 14. století. Existenci zdejší tvrze lze předpokládat a vyvodit z písemných záznamů (na dvoře bylo obydlí nižší šlechty, a to pánů z Olšan) a také nálezů středověkého zdiva v místě pánského domu. Dvůr je písemně doložen již v roce 1386. Postupem času byl přebudován do pozdně renesanční a raně barokní podoby hospodářského dvoru. Od roku 2024 je zapsán na seznam kulturních památek.

## Historie
První písemná zmínka je z roku 1386, kdy poplužní dvůr v obci Doubravice (zaniklá obec) byl majetkem Bolíka z Olšan, v té době zde vzniká i kamenná tvrz pro rezidenční účely rodu z Olšan. Poslední příslušníkem rodu z Olšan na Doubravském (Doubravickém) dvoru byla Anna z Olšan, která je psána na dvoře v roce 1402. Původní tvrz stála pravděpodobně v oblasti pánského domu, neboť zde je dochováno původní středověké zdivo. V nynější obci Olšany existoval ještě jeden dvůr, který byl ve vlastnictví kláštera v Klášterci, dle zápisu z roku 1349.
Kolem roku 1612 za Bernarda z Žerotína došlo k přestavbě dvora do dnešní hmoty, v té době dvůr spadal pod zámek Ruda nad Moravou. Původně se jednalo o čtyři budovy založené do obdélníku s velkým nádvořím. Nacházely se zde hospodářské budovy – stáje pro koně, ovce a velká sýpka. Část byla vyhrazena pro šafáře (správce dvoru) a místní šatlavu. V přízemí sýpky je dochovaný čeledník s ratejnou k ubytování čeledě. Uprostřed nádvoří je i původní studna. Součástí dvoru je i vrchnostenská obytná budova. 

### Vrchnostenská obytná budova
Tato budova se nachází v jihovýchodní části dvoru. Je zde dochováno také pozdně středověké zdivo, ale předcházející funkce budovy je neznámá a nemůžeme ji s jistotou spojit s předpokládanou tvrzí. Dendrochronologickým průzkumem se zjistilo, že výstavbu krovů této vrchnostenské budovy a krovy přilehlých koníren lze datovat mezi roky 1723-1724. Z jistotou můžeme doložit využití této budovy po roce 1772 a to pro potřeby krátkodobého ubytování vyšších vrchnostenských úředníků. Byl zde zařízen tzv.panský byt, který svou podobou a vybavenosti se blížil drobným šlechtických sídlům.    
K dvoru patřily panské pivní sklepy postavené v druhé polovině 18. století. Součástí sklepů byly tzv. ledárny. Později varna piva zanikla a pivo se vařilo jen na zámku v Rudě nad Moravou.
Na začátku 20. století, v období první světové války, sloužil jako zajatecký tábor pro vojáky zajatých z italské a ruské fronty.
Za první republiky, byl objekt přestavěn k ubytování zaměstnanců blízkých papíren (Olšanské papírny).

### Vlastnictví
Dvůr byl v průběhu věků vlastněn řadou šlechtických rodů:
- Jan Tunkl z Brníčka (rod Tunklů z Brníčka)
- Trčkové z Lípy
- v roce 1579 získává panství Ladislav Velen z Žerotína (rod Zierotinové byl moravským šlechtickým rodem ze vsi Žerotín, okr. Olomouc) [4]
- Alžběta z Thurnu (neteř Jindřicha Matyáše Thurna, manželka Ladislava Velena z Žerotína)
- po bitvě na Bílé hoře je majetek českých a moravských stavů zkonfiskován a dne 15. ledna, resp. 15. března 1622, byly Ferdinandem II. darovány Karlu I., knížeti z Lichtenštejnů (Liechtenstein) [4]

## Současnost
Současný tvar objektu je uzavřený tvar obdélníku, který je tvořen již bývalou tvrzí a k ní přistavěných hospodářských budov dostavěných v průběhu 17. století. Uprostřed dvora je velké nádvoří. Poblíž dvoru byla poddanská vesnice Doubravice, která zanikla v první polovině 17. století, domy byly vykoupeny vrchností a prostor byl využit pro dostavbu ostatních budov dvoru.

## Galerie

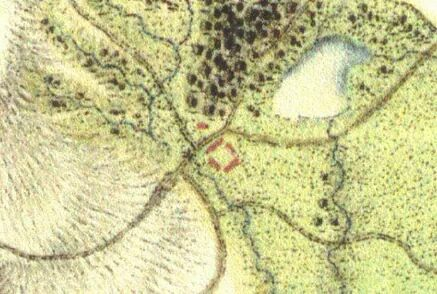
Dvůr Doubravice zakresleny na mapě rok 1768.
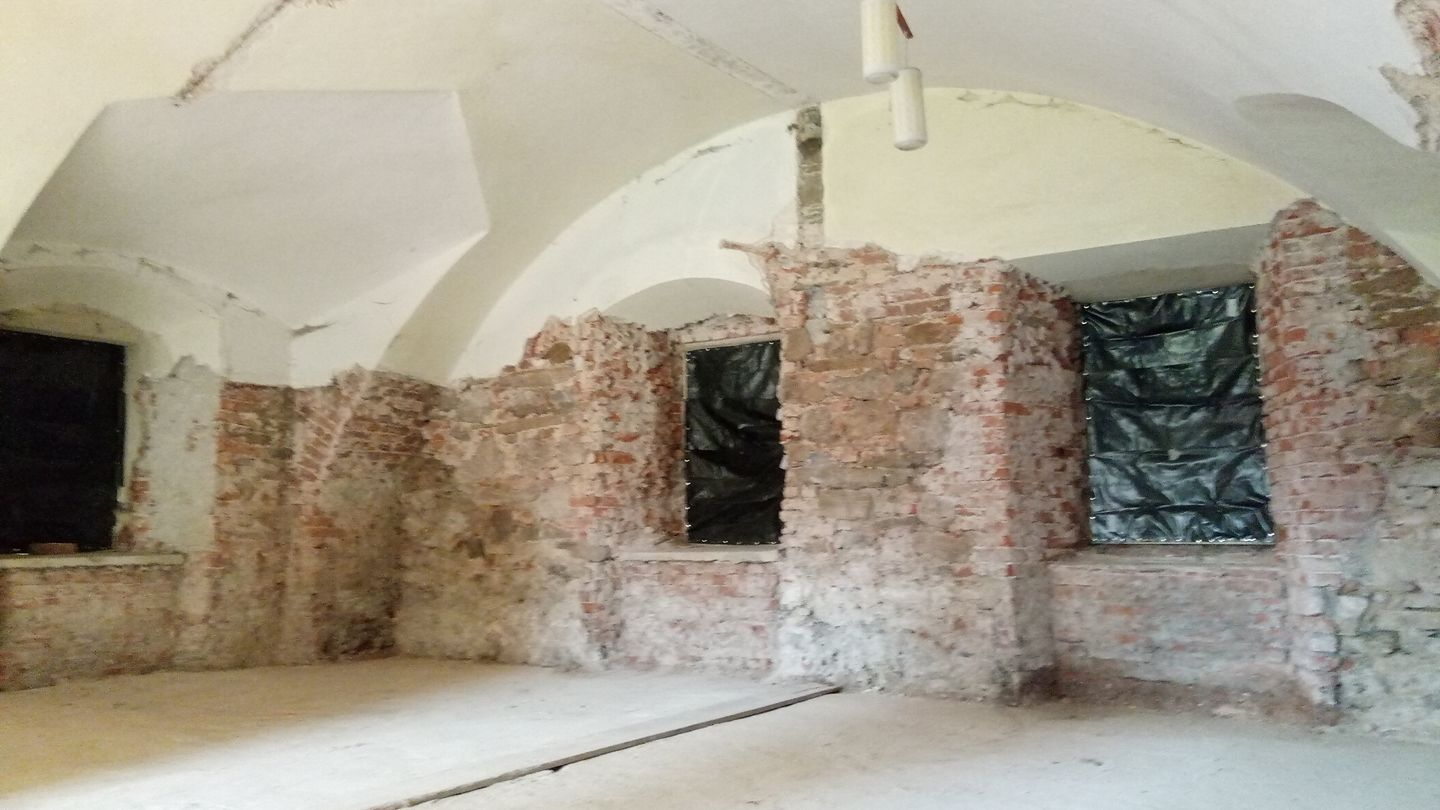
Sál (velká světnice)
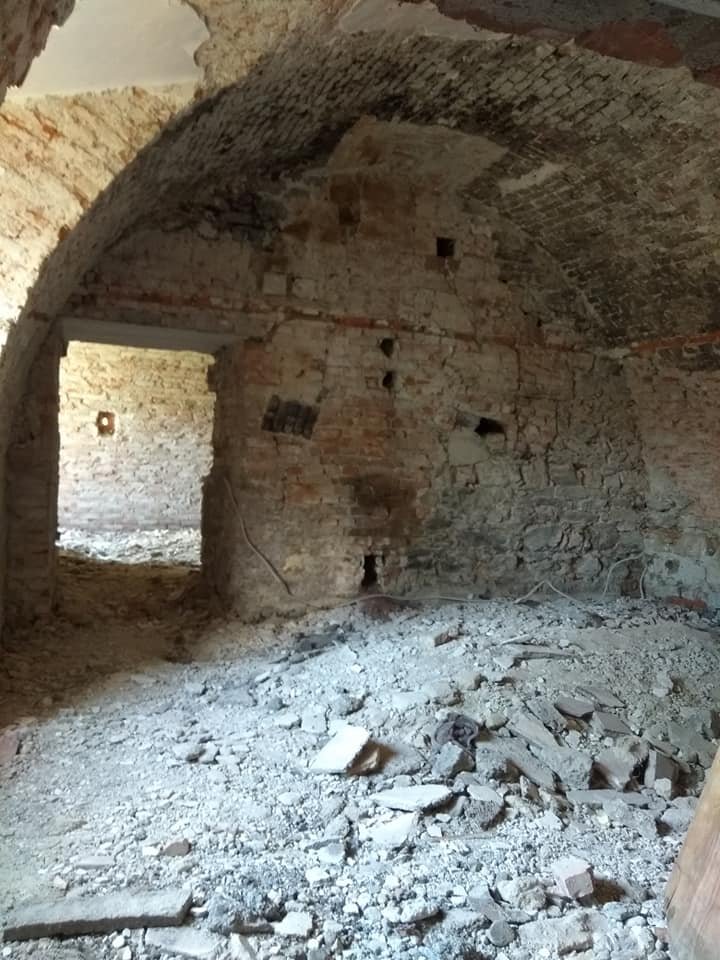
Původní pozdně renesanční černá kuchyně
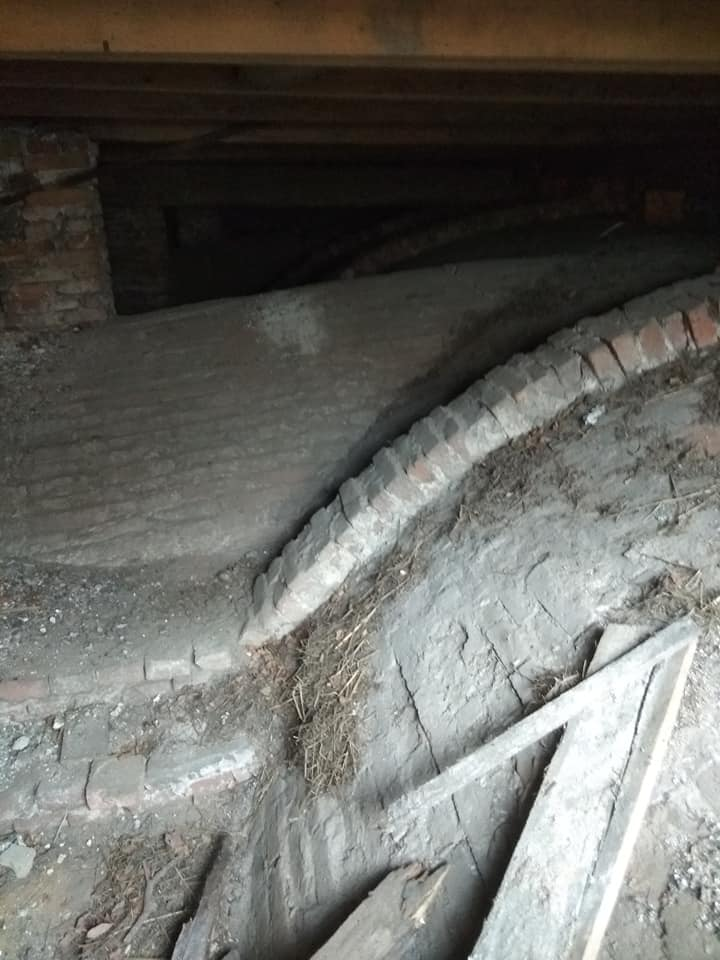
Klenba nad maštalí
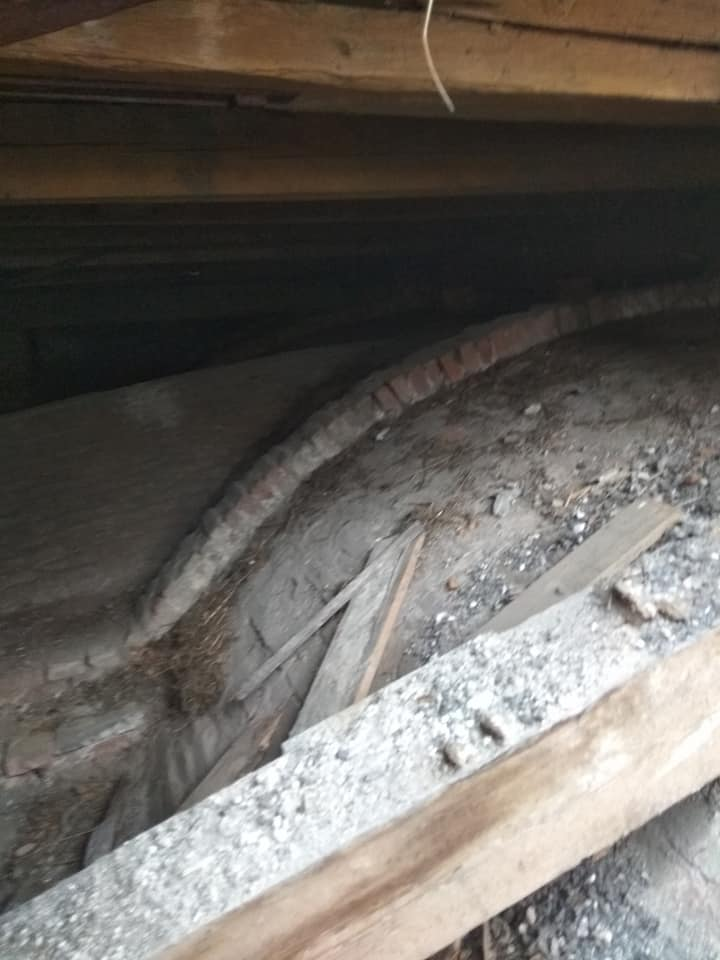
Klenba nad maštalí
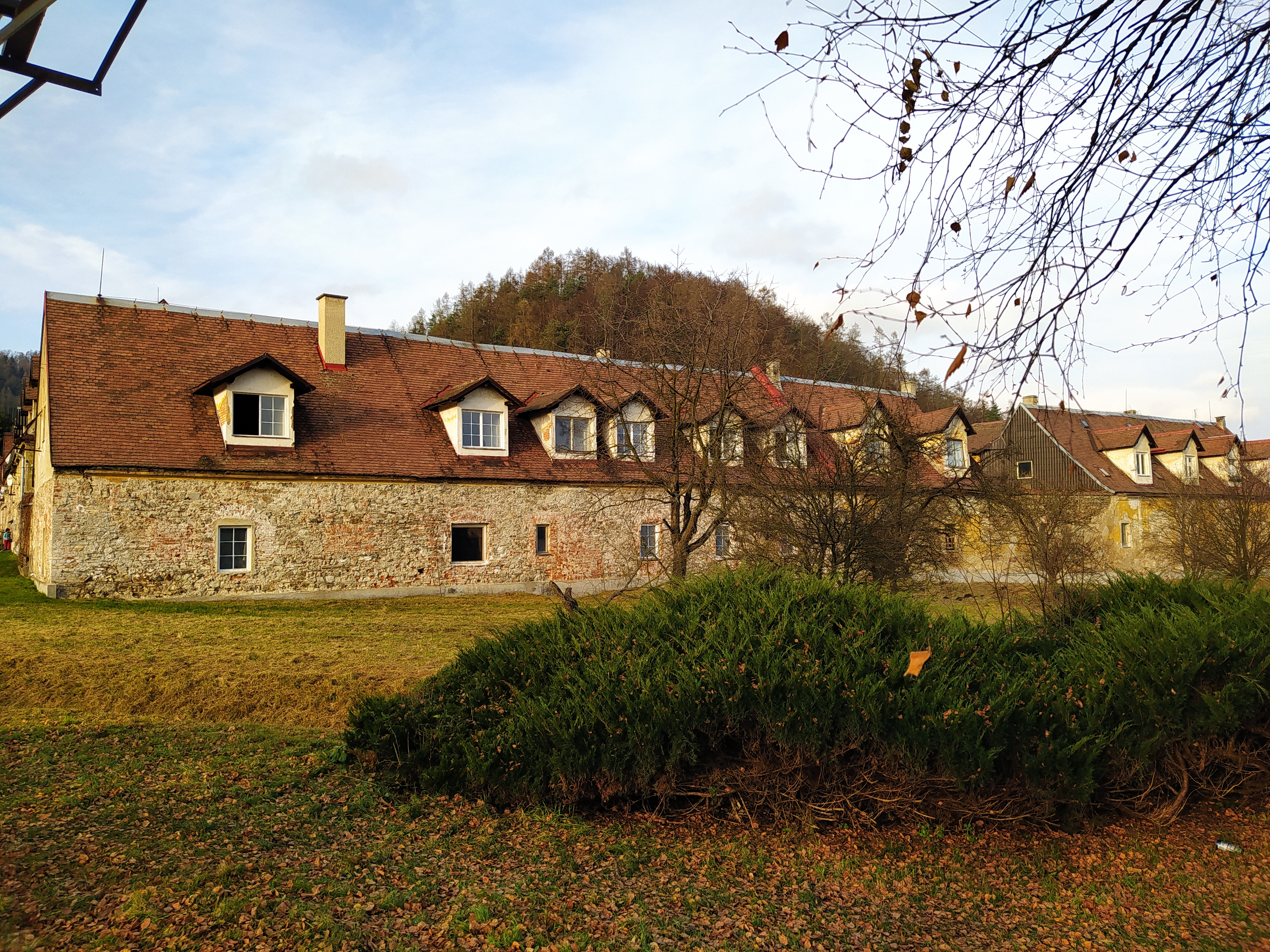
Boční pohled na hlavní budovu
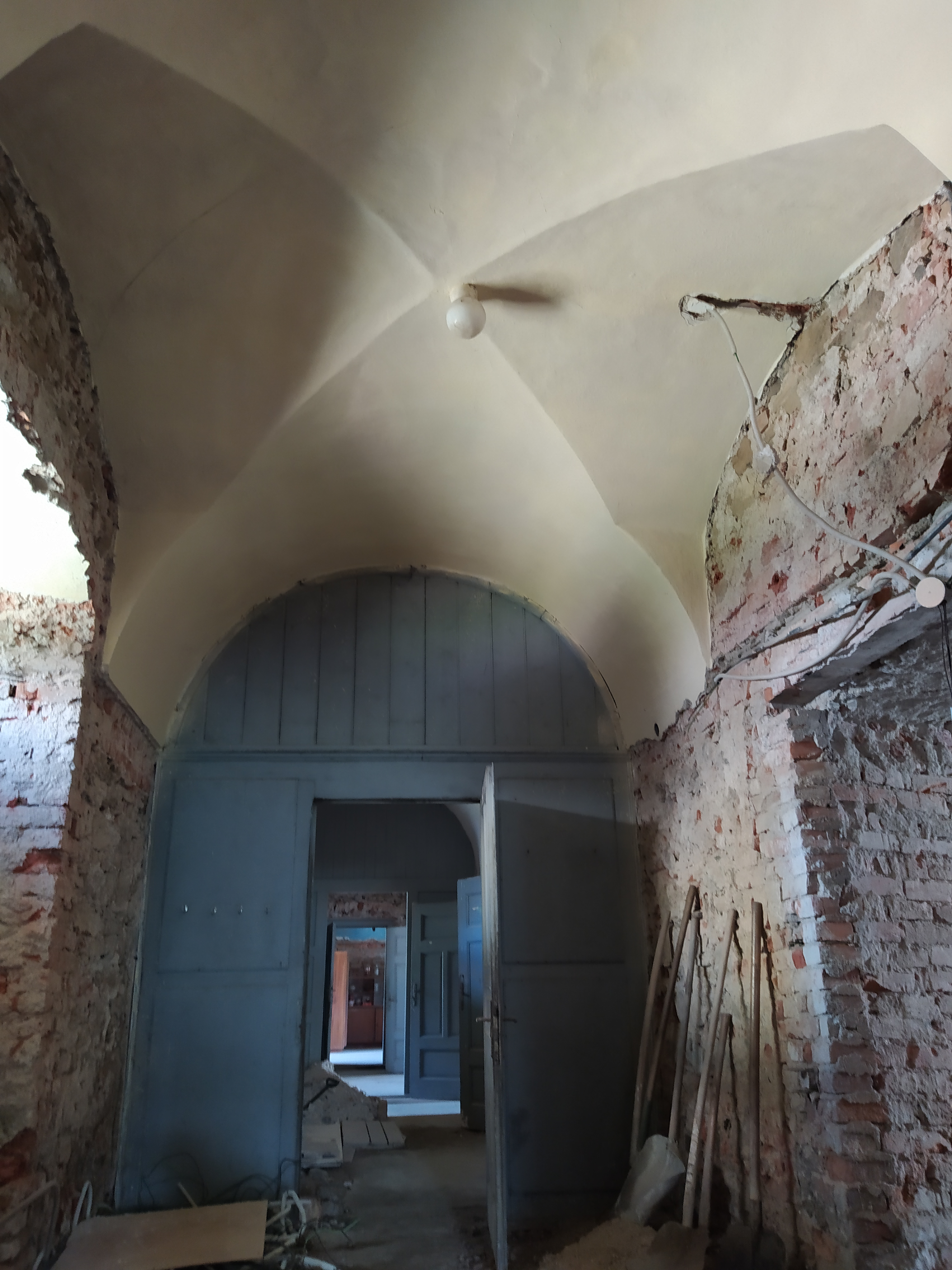
Zaklenutí chodby